# 峯岸照恭
峯岸 照恭（みねぎし てるやす、1947年〈昭和22年〉- ）は、日本の紙芝居師。元、千葉県松戸市職員。埼玉県三郷市出身。
東洋大学第2文学部教育学科を卒業後、1966年（昭和41年）に松戸市役所入庁。2002年（平成14年）に地域おこしの一環として紙芝居のコンテスト事業を提案したことがきっかけで、大阪府の紙芝居師である「ヤッサン」こと安野侑志を知って紙芝居師を志し、安野に師事する。2004年（平成16年）に人前で紙芝居を披露。
2008年（平成20年）に定年退職後、財団法人松戸みどりと花の基金の理事長職2年間を経て、2010年（平成22年）春にプロの紙芝居師となり、安野の弟子たちとともに「大江戸ヤッサン一座の紙芝居東京事務所」を設立。松戸市に常設紙芝居小屋を設けて定期公演を開催し、紙芝居の普及に努める。芝居小屋での公演は2013年（平成25年）に閉幕したものの、その後も東京事務所は同年に新組織「大江戸ヤッサン一座の紙芝居有限責任事業組合」での展開となり、学校、幼稚園、高齢者施設、商店会、企業などの各種イベントで口演活動を行なっている。こうした活動はNHKの『こんにちはいっと6けん』、BSジャパンの『昭和は輝いていた』などのテレビ番組でも取り上げられた。
峯岸の志す紙芝居は、安野からは「教育紙芝居」と評されており、振り込め詐欺（オレオレ詐欺）が大きな社会問題となってからは、「オレオレ詐欺撲滅紙芝居」を製作し、詐欺撲滅運動に務めている。三郷市国際交流協会の会員でもあり、2012年（平成24年）の同会の総会では、国旗をテーマとした紙芝居で、日本国外の子供たちに好評を博した。